# ハロルド・ロビンズ
ハロルド・ロビンズ（Harold Robbins、1916年5月21日 - 1997年10月14日）はアメリカ合衆国の小説家。
日本語翻訳版の大半が「ハロルド・ロビンス」の名義で刊行されている。

## 逸話
ロビンズの長編小説『The Adventurers』（1966年、邦題『冒険者たち』上・下）を翻訳した落合信彦によると、ロビンズは作品の取材のためコロンビアのゲリラと2ヵ月間寝食を共にしたという。なお、本作の主人公はドミニカ共和国の外交官でプレイボーイであったポルフィリオ・ルビロサをモデルにしている。

## 邦訳された作品
- 死の天使 (1965年) ハロルド・ロビンス 井上一夫訳 恒文社 1965
- 大いなる野望〈上下〉ハロルド・ロビンス  井上 一夫訳 恒文社 1965
  - 「ネバダ・スミス」原作
- 愛よいずこへ ハロルド・ロビンス 井上一夫訳 恒文社　1966
- 冒険に賭ける男〈上下〉ハロルド・ロビンス 井上一夫訳 恒文社　1967 のち河出文庫
- 後継者 ハロルド・ロビンス、 井上一夫訳　角川書店 (海外ベストセラー・シリーズ) 1971
- 無頼の青春  ハロルド・ロビンス、 広瀬順弘訳 角川書店 1975
- ザ・パイレーツ 略奪者 ハロルド・ロビンス ベストセラーズ 1975
- 孤独な女  ハロルド・ロビンズ 井上一夫訳 ベストセラーズ(ワニの本―海外ベストセラーズ)　1977
- ベッツィー ハロルド・ロビンス、 井上一夫訳 角川文庫 1978/4/1
- 野望の街 ハロルド・ロビンス、 近藤紘一訳 文藝春秋 1978
- 帝王の血 ハロルド・ロビンス、 井上一夫訳 日本経済新聞社| 1982/1/1
- グッバイ・ジャネット ハロルド・ロビンス 、 井上一夫訳 講談社　1982/5/1
- 野望の十字架 ハロルド・ロビンス 、 井上一夫訳 講談社  1983/8/1
- キサナドゥ ハロルド・ロビンス 、 小林宏明訳 光文社 1985/11/1
- 冒険者たち 上 野性の歌 ハロルド・ロビンス、 落合信彦訳　集英社文庫 2001/1/19
- 冒険者たち 下 愛と情熱のはてに ハロルド・ロビンス 、 落合信彦訳　集英社文庫 2001/1/19